# Erik Mørk
Erik Dannemand Mørk (* 3. Dezember 1925 in Kopenhagen; † 27. Januar 1993 ebenda) war ein dänischer Schauspieler.

## Leben
Erik Mørk wuchs als einziger Sohn von Max Ejner Mørk (1897–1956) und dessen Frau Petra Emma Aagerup (1899–1994) in Kopenhagen auf, wo er zeitlebens wohnte.
Nach seinem Schulabschluss absolvierte er von 1942 bis 1946 seine Schauspielausbildung an der Eleveskole des Königlichen Theaters Kopenhagen, wo er auch sein Bühnendebüt als Darsteller hatte. Als Bühnendarsteller wirkte er in zahlreichen Theaterstücken, Musicals, Varieté-Shows und in Kabarett-Programmen mit, so unter anderem auch am Folketeatret, am Odense Teater, am Aarhus Teater, am Betty-Nansen-Theater, am Frederiksberg-Theater oder am Theater Helsingør, wo er von 1955 bis 1963 als festes Ensemblemitglied engagiert war. In den 1970er-Jahren gehörte er auch einige Zeit lang zum Schauspielerensemble des Kopenhagener Vergnügungsparks Tivoli. Einige Theatertourneen führten ihn nach Schweden, Frankreich und in die USA. In seiner fast fünf Jahrzehnte lang andauernden Karriere wirkte er als Schauspieler vor der Kamera von 1950 bis 1993 in mehr als 70 Film-und-Fernsehproduktionen mit. Seine letzte Rolle spielte er im Jahr 1993 in dem Film Die Russland-Affäre unter der Regie von Morten Arnfred. Mørk erhielt im Jahr 1950 als Bester Hauptdarsteller und nochmals im Jahr 1989 den Bodil als Bester Nebendarsteller. Im Jahr 1981 wurde er mit dem Teaterpokalen ausgezeichnet. Im Jahr 1990 wurde ihm der Dannebrogorden zuerkannt. Nebenbei war er als Synchronsprecher für Zeichentrickfilme tätig.
Erik Mørk war in den 1960er-Jahren einige Zeit lang mit der Schauspielerin und Sängerin Susse Wold liiert. Aus der Beziehung ging ein Sohn hervor, der Journalist und Schriftsteller Christian Mørk (* 1966). Im Oktober 1992 erlitt Mørk bei einem Verkehrsunfall schwere Verletzungen, wovon er sich wieder erholte. Am 27. Januar 1993 starb er im Alter von 67 Jahren an den Folgen eines Hirnschlags. Seine Grabstätte befindet sich auf dem Solbjerg-Parkfriedhof in Frederiksberg.

## Filmografie (Auswahl)
- 1950: Shakespeare und Kronberg
- 1950: Susanne
- 1951: Lyntoget
- 1956: Candida
- 1957: Korsikaneren
- 1959: Skyggen
- 1961: Axel und Valborg
- 1962: Cranks
- 1965: Ballerina
- 1966: Slap af, Frede!
- 1968: Henrik IV.
- 1969: Slutspil
- 1974: Misantropen
- 1978: Red beset
- 1981: Die Hexe von Laupstad
- 1987: Meisterklassen
- 1987: König Lear
- 1988: Himmel und Hölle
- 1991: Europa
- 1993: Die Russland-Affäre